# Parafia bł. Michała Kozala w Solcu Kujawskim
Parafia pw. bł. Michała Kozala w Solcu Kujawskim – parafia rzymskokatolicka w Solcu Kujawskim, w dekanacie Bydgoszcz IV w diecezji bydgoskiej.